# جيمس مردوخ
جيمس مردوخ (بالإنجليزية: James Murdoch) هو شخصية أعمال بريطاني، ولد في 13 ديسمبر 1972 في ويمبلدون في المملكة المتحدة.

## وصلات خارجية
- جيمس مردوخ على موقع الموسوعة البريطانية (الإنجليزية)
- جيمس مردوخ على موقع مونزينجر (الألمانية)
- جيمس مردوخ على موقع إن إن دي بي (الإنجليزية)